# Knud Møller (Burmeister & Wain)
 Der er flere personer med dette navn, se Knud Møller.
Knud Møller (10. oktober 1923 i København – 8. januar 1994) var en dansk direktør og civilingeniør.

## Karriere
Han var søn af landsretssagfører Hans Møller (død 1955) og hustru Elsebeth f. Hilarius-Kalkau (død 1974), blev student fra Sortedam Gymnasium 1942 og cand.polyt. 1948. Samme år blev Møller ansat som ingeniør hos Burmeister & Wain, hvor han blev underdirektør og chef for dieselmotor-konstruktionsafdelingerne 1962, direktør for dieselmotorkonstruktions- og dieselmotorproduktionsafdelingerne 1963 og selskabets administrerende direktør fra 1968 til 1971. Han etablerede eget firma 1972.

## Tillidshverv
Knud Møller var medlem af La Société des Ingénieurs Civils de France, The Institute of Marine Engineers 1963 og The Royal Institution of Naval Architects 1965; medlem af Lloyds Register of Shipping's danske komité 1963-71; medlem af Akademiet for de Tekniske Videnskaber 1965; formand for bestyrelsen for Dansk Atomreaktor konsortium 1965-72, for standardiseringsudvalget for definitioner vedr. maskiner (under Dansk Standardiseringsråd) 1965; medlem af Danatom's repræsentantskab 1965-72, af forretningsudvalget i Jern- og Metalindustriens Sammenslutning 1966-71, af bestyrelsen for efteruddannelsesrådet for elektronisk databehandling 1966-69, af Atomenergikommissionen 1967-72, af Industrirådet 1970-72 samt medlemsrepræsentant i Foreningen af Jernskibs- og Maskinbyggerier i Danmark 1968-71. 
Desuden medlem af bestyrelsen for Alpha-Diesel A/S, Frederikshavn og A/S Holeby Dieselmotor Fabrik 1963-72; 1968 formand for bestyrelsen for: Burmeister & Wain (Overseas) Ltd., London, Burmeister & Wain (Overseas) Ltd.. Tokyo, Burmeister & Wain France, S.A.R.L.. Paris, Burmeister & Wain South Africa (Pty.) Ltd., Cape Town, Burmeister & Wain American Corporation, New York.
Han blev gift 21. november 1953 med Hanne Nyborg (født 21. januar 1934), datter af arkitekt Hans Peter Therkelsen Nyborg og hustru Marie født Hougaard.